# NGC 1262
NGC 1262 é uma galáxia espiral (Sc) localizada na direcção da constelação de Eridanus. Possui uma declinação de -15° 52' 48" e uma ascensão recta de 3 horas, 15 minutos e 33,6 segundos.
A galáxia NGC 1262 foi descoberta em 1886 por Frank Leavenworth.